# フランシナ・ブランカース＝クン

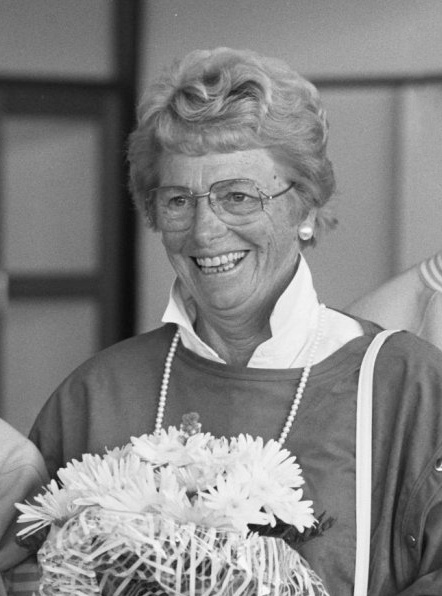
晩年(1988年)のブランカース＝クン

フランシナ・エルシェ・ブランカース＝クン（Francina Elsje “Fanny” Blankers-Koen、1918年4月26日 - 2004年1月25日）は、1948年に行われたロンドンオリンピックで4つの金メダルを獲得したことで知られるオランダの女性陸上競技選手。成し遂げた当初、女性アスリートに対して渋い顔をする時代において、クンは既に二児の母親であったことから『空飛ぶ主婦』（The Flying Housewife）という称号を得ることになる。また、日本では『クン夫人』としても知られている。
1935年に陸上競技大会にはじめて参加し、翌36年に行われたベルリンオリンピックのオランダ代表の一員に選出されることとなる。第二次世界大戦によって国際大会が中止されるなかで、走高跳、走幅跳、障害走で数々の記録を打ち立てていった。
クンは、夏季オリンピックで4つの金メダル、欧州選手権で5度、オランダ選手権で58度の優勝と12回の世界記録を樹立した。1955年に現役を退いてからは女子オランダ代表を指導し、1999年には国際陸上競技連盟による『今世紀を代表する女性アスリート』（Female Athletic of the Century）にも選出された。

## 若年期
クンは、ユトレヒト州バールン近郊のラーヘ・フルースヘ（Lage Vuursche）で父アルノルドュス（Arnoldus）と母ヘレナ（Helena）との間に生まれた。10代の頃は、テニス、水泳、体操、スケートやランニングが好きなスポーツ万能少女であった。運動に対する素質はあったが、ひとつに絞ることができなかった。その頃オランダの水泳界には既にヘンドリカ・ウィルヘルミナ・マステンブルーク（Hendrika Wilhelmina "Rie" Mastenbroek）という有力選手がおり、このままではオリンピックに出場できないので、ある指導者が陸上競技に転向するよう助言した。
1935年、クンは陸上競技大会に初めて参加、期待外れな結果に終わったが三度目のレースで800mの自国新記録を樹立した。クンは代表入りを果たしたものの、中距離走ではなく短距離走の選手としてであった。翌36年、18歳にして1936年ベルリンオリンピックの代表に選ばれる。
ベルリンでは、同じ日（8月9日）に行われた走高跳と400メートルリレーに出場した。前者は1メートル55を記録するも6位タイで決勝に進めず、後者は5位（実際は6位であったが、ドイツが失格になったため順位繰り上げ）に終わった。
1938年、クンはある国際大会で100ヤード走を11秒0の世界新記録で走り、国際大会初勝利をもたらした。ウィーンで行われた欧州選手権で100mと200mに出場、両種目共にポーランドのスタニスラワ・ワラシェビッチに勝ったものの3位に終わった。多くの人々やクン自身、2年後の夏にフィンランドのヘルシンキで開催予定の夏季オリンピックで上位入賞を期待した。しかしながら第二次世界大戦の勃発で中止に追い込まれ、開催2ヶ月前の1940年5月2日、正式に開催中止が決定した。その日は、ドイツ軍がクンの母国であるオランダに侵攻する一週間前のことであった。

## 第二次世界大戦中
ドイツ軍のオランダ侵攻よりも以前に既に婚約をし、1940年8月29日にヤン・ブランカース（Jan Blankers）と結婚し、姓をブランカース＝クン（Blankers-Koen）と改める。クンの夫のヤンは、かつて1928年アムステルダムオリンピックの三段跳に出場したことのある元陸上競技選手で、引退後はスポーツ記者と女子オランダ代表監督をしていた。元々ヤンは『女性がスポーツに参加すべきではない』（当時は珍しくない意見であった）と考えていたのに、15歳年下のクンと恋に落ちてからは女性アスリートに対する考えを改めさせた。
1941年8月に第1子のヤン・ジュニア（Jan Blankers Jr.）を出産したときに、オランダ国内の報道機関はクンのことを『ブランカース＝クンの選手生命に終止符』と報じた。女性トップアスリートが結婚することは稀で、母親になることは到底考えられないことであった。しかし、出産一週間後に練習を再開した。
戦時中、クンは6つの世界新記録を樹立した。1942年に80メートルハードルではじめて世界新記録を樹立し翌43年、今までにない良い年であった。一つ目は、アムステルダムで特別に実施された競技会において走高跳で1メートル71を記録した。クンは同大会で100メートル走を世界タイ記録で走るが、記録更新のために男子選手と競争したために非公認記録となった。シーズン終盤には走幅跳で6メートル25を記録し、世界新記録を樹立した。
クンは十分な食糧を得るのがより難しくなり、とりわけ競技選手の練習環境が悪化した。それにもかかわらず、1944年5月には100ヤード走で世界記録を突破する。その競技会において、4×110ヤードリレーで世界記録を更新したひとりとして走った。ドイツの報道機関は、イギリス以外の国によって記録を破られることに対し非常に興奮した。一ヵ月後、クンはドイツで開催された競技会で4×200メートルリレーに出場し、世界新記録を樹立した。
1944年冬から翌45年に発生したオランダ飢饉（Honger winter）は、大都市部で深刻な食糧難に見舞われた。当時アムステルダムに住んでいたブランカース一家は健康であった。

## 空飛ぶ主婦

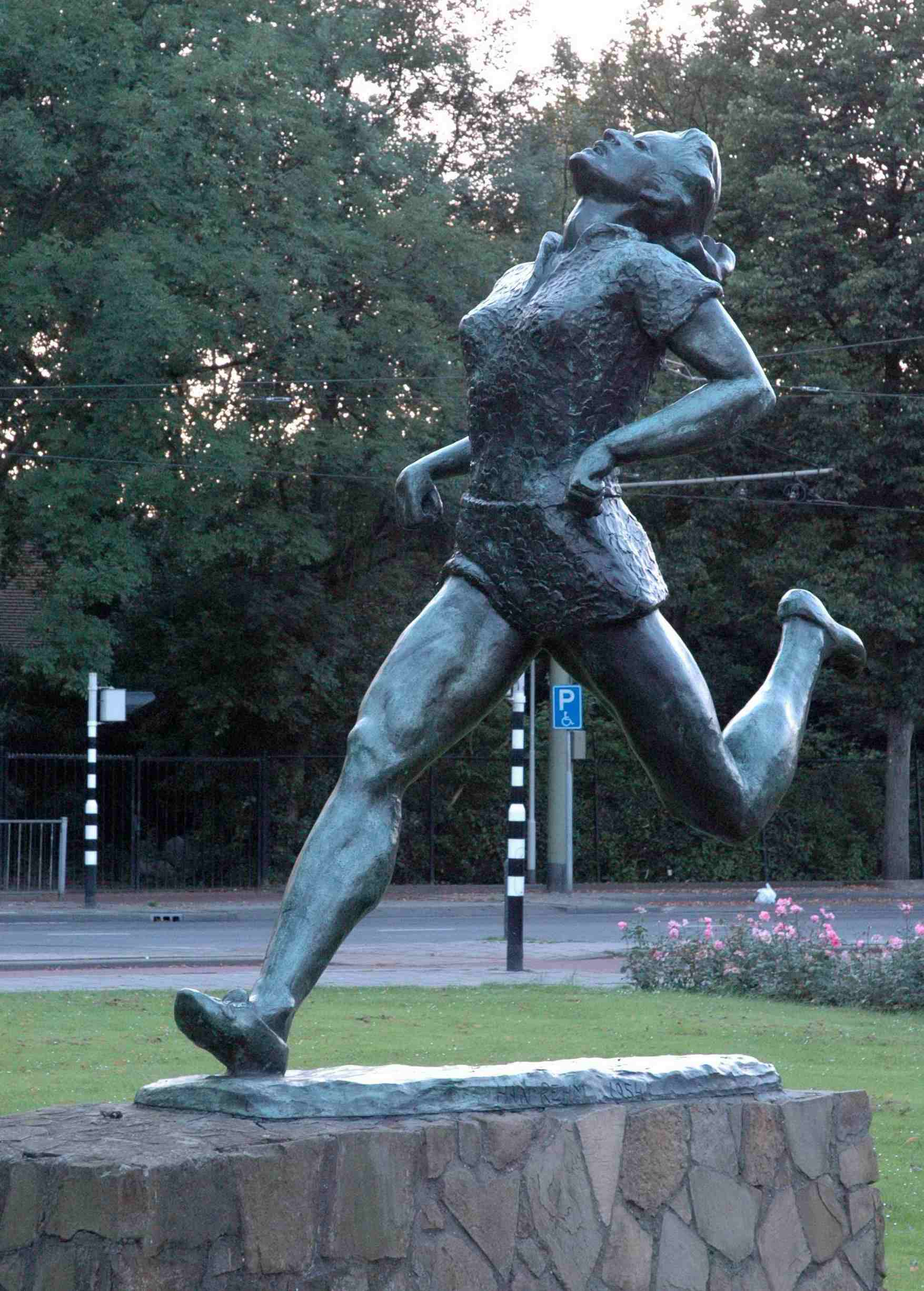
ロッテルダムにあるクンの銅像。

クンが終戦後初めて参加した国際大会は、1946年8月にノルウェーのオスロで開催された欧州選手権であった。クンは同年2月に第2子であるファニー・ジュニア（Fanny Blankers Jr.）を出産早々練習を再開した。クンもまた、この大会で少し失望したという。クンは100mにおいて準決勝まで駒を進めたが、同時進行で行われていた走高跳決勝にも出場したために棄権する羽目になった。100mを棄権してまで挑んだ走高跳は、落下の衝撃で打撲を負い4位に終わる。逆に2日目は80mハードルで勝ち、4×100mリレーではオランダチームを勝利に導いた。
オリンピックを翌年に控えた1947年、6種目を制しオランダを代表する一流選手となっていたクンのオリンピック代表入りは確実であったが、オスロでの経験から、全種目に出場することをやめ、100m、200m、80mハードルの4種目に絞った。80mハードルで世界新記録を樹立後、2ヶ月公の場に現れなかったので、記者の中には『女性アスリートにとって三十路は年増である』と提言した者もいた。
クンのロンドンにおける最初の競技は100mであった。準決勝までは楽々と勝ち抜き自己新記録まで樹立した。8月2日の決勝戦は泥だらけのトラックと雨天の中で行われ、11秒9で疾走した。ライバルであるイギリスのドロシー・マンレー（Dorothy Manley）とオーストラリアのシャーリー・ストリックランドの二人を抑えて優勝、斯くして、クンはオランダ陸上競技界初の五輪金メダリストとなった。だが、クンは次の種目である80メートルハードルのことで心配した。開幕前に自身が持つ世界記録と同タイムを叩き出した地元イギリスのモーリン・ガードナー（Maureen Gardner）が出場し、クンと共に決勝戦に駒を進め、8月4日に行われた決勝戦で、クンは序盤出遅れたがその後ハイペースでごぼう抜きを演じるものの、追い抜かすことができなかった上に同着に終わったかに見えた。表彰式で女王陛下万歳（イギリス国歌）が演奏され、ウェンブリー・スタジアムの観客が歓声を上げている時に、クンが僅かながら先にゴールしていたことが判明したからである。両者共に11秒2でゴールしたにもかかわらず写真判定の結果、クンがガードナーを差し切った。
クンの成功に反して、80mハードル決勝が行われた 翌日、200mに出場するも準決勝で大きく出遅れた。レースの直前にホームシックを患ったからである。夫のヤンとの相談の末強行出場、決勝戦に進出した。決勝戦当日の8月6日は激しい雨が降ったが、クンは初の五輪種目となった女子200mを24秒4でゴールし優勝した。2着は0秒7差でイギリスのオードリー・ウィリアムソン、3着はアメリカのオードリー・パターソン（Audrey Patterson）がアフリカ系アメリカ人女性初のメダリストに輝いた。
4×100mリレーは陸上競技最終日の7日に行われた。オランダチームは、セニア・スタット・デ・ヨング（Xenia Stad-de Jong）、ネッティ・ヴィツィエール・ティメール（Netty Witziers-Timmer）、ヘルタ・ファン・デル・カデ・クデイス（Gerda van der Kade-Koudijs）と組んで決勝戦に進出した。ところが決勝開始前になって行方不明となり、クンはレインコートを購入するために店へ足を運んでいたのである。レース開始時には間に合った。アンカーでバトンを貰った時には三番手で、オーストラリアとカナダに対し5メートル差をつけられていたが、猛追撃の末オーストラリアに0秒1差で差し切り優勝した。クンは、オリンピック史上女性による4個の金メダルを獲得。しかも同一大会で達成したのも史上初であった。
2004年現在、陸上競技で同一大会5個以上の金メダルを獲得した選手はクンだけである。他に4個獲得したものは、アルビン・クレンツレーン（パリオリンピック）、ジェシー・オーエンス（ベルリンオリンピック）、カール・ルイス（ロサンゼルスオリンピック）の3人しかいない。
世界各国のプレスは、クンのことを『空飛ぶ主婦』（Flying Housewife）、『アメイジング・ファニー』（Amazing Fanny）と呼ぶようになり、アムステルダムに戻ったときには多くの群衆に出迎えられた。自転車でアムステルダム市内を回っていると、たくさんの賞賛と贈り物を受け取った。特に隣人からは新しい自転車を贈られた。『もっとのんびり暮らせ』という意味もあったという。

## ロンドン以降
世界中に知れ渡ったクンのもとに、たくさんの保証人依頼やスポンサーになってほしいというオファーが舞い込んだ。アマチュアリズムに則り全て断った。しかしながら、1949年には女子陸上普及を勧めるためにオーストラリアとアメリカへ飛んだ。
1950年、クンの選手生命に危機が訪れるエピソードが起こった。前年にオランダの新星フォケ・ディレマ（Foekje Dillema）がクンの記録を破ったからである。1950年には200mの国内レコードを更新、マスコミは『新しいファニー』と呼んだ。
同年にブリュッセルで行われた欧州選手権で、オリンピックでのパフォーマンスを再現した。100m、200m、80mハードルの3種目で各々で0秒4以上の大差をつけて快勝したが、4×100mリレーでイギリスの4着に終わった。
34歳になって、ヘルシンキでおこなわれたオリンピックで三度目の出場を果たした。動きは良好であったが、臀部の贅肉が邪魔をした。100mは準決勝まで進出したが、80mハードル準決勝で2つ目の障害をひっくり返し競走を中止したため失格に終わった。3年後の1955年8月7日、砲丸投で58回目の国内タイトルを獲得し現役生活に別れを告げた。

## 晩年
クンは引退後の1958年の欧州選手権から68年のメキシコシティーオリンピックまで、オランダ代表を指導した。1977年に夫のヤンが他界し、夫に頼りっぱなしにしていたため自立する必要が生じた。数年後、クンは北ホラント州ホーフドロープに戻った。1981年には『ファニー・ブランカース＝クン・ゲームス』（Fanny Blankers-Koen Games）という国際陸上競技大会が設立され、毎年オーファーアイセル州ヘンゲローでおこなわれている。
1999年には人生最後の名誉が贈られた。モナコで国際陸連主催の祝賀会に招かれ、『今世紀を代表する女性アスリート』（Female Athletic of the Century）に選出され、クンも非常に驚いたという。
クンは亡くなる前年、アルツハイマー病を患い精神看護施設で暮らした後の2004年1月25日、ホーフドロープにおいて85歳の生涯を閉じた。

## 関連書籍
- 『記録をうちたてた人々 (さ・え・ら伝記ライブラリー 6)』（鈴木良徳(著)、さ・え・ら書房、1965/10、ピエール・ド・クーベルタン、ジム・ソープ、パーヴォ・ヌルミ、織田幹雄、人見絹枝、ジェシー・オーエンス、フランシナ・ブランカース＝クン、エミール・ザトペックを紹介、ISBN 978-4378018065)